# Faszyzm klerykalny
Faszyzm klerykalny lub klerofaszyzm – nazwa nadawana ideologiom, ruchom społecznym lub ustrojom, łączącym elementy faszyzmu i fundamentalizmu religijnego. Określenie odnosi się również do członków kleru lub wiernych świeckich kościołów chrześcijańskich w Europie, którzy sympatyzowali lub uczestniczyli w ruchach faszystowskich w okresie międzywojennym. 

## Historia
Termin „faszyzm klerykalny” wywodzi się od słów księdza Luigiego Sturzo, który w 1922 roku po raz pierwszy używał terminów wł. clerico-fascismo wł. clerico fascisti. Sturzo odnosił to określenie do członków frakcji w obrębie chadeckiej Włoskiej Partii Ludowej, która popierała pro-katolicką politykę Benita Mussoliniego. Niektórzy z członków tej frakcji startowali później z list ugrupowania faszystowskiego do włoskiego parlamentu. Pojęcie funkcjonowało we Włoszech również jako określenie księży katolickich sympatyzujących z faszyzmem i popierających publicznie politykę Mussoliniego, np. Agostino Gemelliego, który popierał inwazję na Etiopię i antysemickie regulacje wprowadzone w 1938 roku.
Tym, co w okresie międzywojennym przyciągało niektórych członków kościołów chrześcijańskich do faszyzmu były takie czynniki jak:
- odrzucenie demokracji liberalnej, którą uważano za element wrogi tradycji chrześcijańskiej[1];
- sprzeciw wobec przemian obyczajowych takich jak przyznanie praw kobietom, rozluźnienie zasad moralnych w odniesieniu do seksualności[1];
- dążenie do odnowy kultury zachodniej[1];
- nacjonalizm[1];
- antykomunizm[4];
- antykapitalizm[4].

## Przykłady
Jako przykłady faszyzmu klerykalnego wymienia się ideologie:
- António Salazara w Portugalii[2];
- Engelberta Dollfußa w Austrii[2];
- Jozefa Tiso na Słowacji[5];
- Maurice'a Duplessisa w Quebecu[6];
- Żelazną Gwardię w Rumunii[1];
- w Polsce Ruch Narodowo-Radykalny Falanga[7]